# Lotus (Santana)
Lotus è un album dal vivo dei Santana, pubblicato nel maggio 1974 dall'etichetta discografica Columbia Records.
Originariamente venne messo in commercio come un triplo LP quadrifonico in vinile, ed in seguito come doppio CD ed anche triplo CD, pubblicato in Giappone nel 2006.

## Tracce

### Lato 1
1. Going Home - 3:23
2. A-1 Funk - 3:13
3. Every Step of the Way - 11:30

### Lato 2
1. Black Magic Woman - (Peter Green) - 3:38
2. Gypsy Queen - (Szabó) - 3:57
3. Oye Como Va - (Puente) - 5:47
4. Yours Is the Light - (Kermode) - 5:30

### Lato 3
1. Batuka - (Areas, Brown, Carabello, Rolie, Shrieve) - 0:55
2. Xibaba (She-Ba-Ba) - (Airto) - 4:13
3. Stone Flower (introduction) - (Jobim) - 1:14
4. Waiting - (Santana) - 4:14
5. Castillos de Arena Part 1 (Sand Castle) - (Corea, Young, The New Santana Band) - 2:51
6. Free Angela - (Bayete) - 4:26
7. Samba de Sausalito - (Areas) - 4:02

### Lato 4
1. Mantra - (Coster, Santana, Shrieve) - 7:17
2. Kyoto (Drum Solo) - 9:58
3. Castillos de Arena Part 2 (Sand Castle) - (Corea, Young, The New Santana Band) - 1:13
4. Se A Cabo - (Areas) - 5:39

### Lato 5
1. Incident at Neshabur - (Gianquinto, Santana) - 15:57

### Lato 6
1. Samba Pa Ti - (Santana) - 8:56
2. Mr Udo - (The New Santana Band) - 3:07
3. Toussaint L'Overture - (Areas, Brown, Carabello, Rolie, Santana, Shrieve) - 7:40